# Shimao International Plaza
Shimao International Plaza je mrakodrap v čínské Šanghaji. Má 68 podlaží a výšku 333,3 metrů, je tak třetí nejvyšší mrakodrap ve městě a 9. nejvyšší v Číně. Střecha se nachází ve výšce 246,5 m. Výstavba probíhala v letech 2001–2005 podle projektu společnosti Ingenhoven Overdiek und Partner. Budova disponuje prostory o výměře 160 000 m2. Prostory jsou využívány jako kanceláře, hotel, v nižších patrech také jako obchodní pasáž a v podzemí jsou garáže.